# Utva 65
Die Utva-65 Privrednik (serbisch-kyrillisch Утва 65 привредник) ist ein Agrarflugzeug des jugoslawischen Herstellers Utva.

## Geschichte und Konstruktion
Die Utva-65 wurde von Branislav Nikolić und Mirko Dabinović speziell als Landwirtschaftsflugzeug konzipiert. Es war ein einsitziger, einmotoriger Tiefdecker. Die Tragflächen waren im Wesentlichen identisch mit denen des Hochdeckers Utva 60, die jedoch vergrößert und verstärkt wurden. Das Flugzeug besitzt ein konventionelles Leitwerk, das ebenfalls aus dem der Utva 60 abgeleitet wurde. Der Rumpf der Utva 65 hatte eine Stahlrohrstruktur, metallbeplankt vorne und unten, sowie einem stoffbespannten Rest. Die einsitzige Pilotenkanzel war hoch und hinter den Tragflächen angesetzt, um für den Piloten möglichst gute Sicht zu gewährleisten. Vor dem Cockpit befand sich die Einfüllöffnung für die zu versprühenden Chemikalien. Das Flugzeug besaß ein nichteinziehbares Spornradfahrwerk.

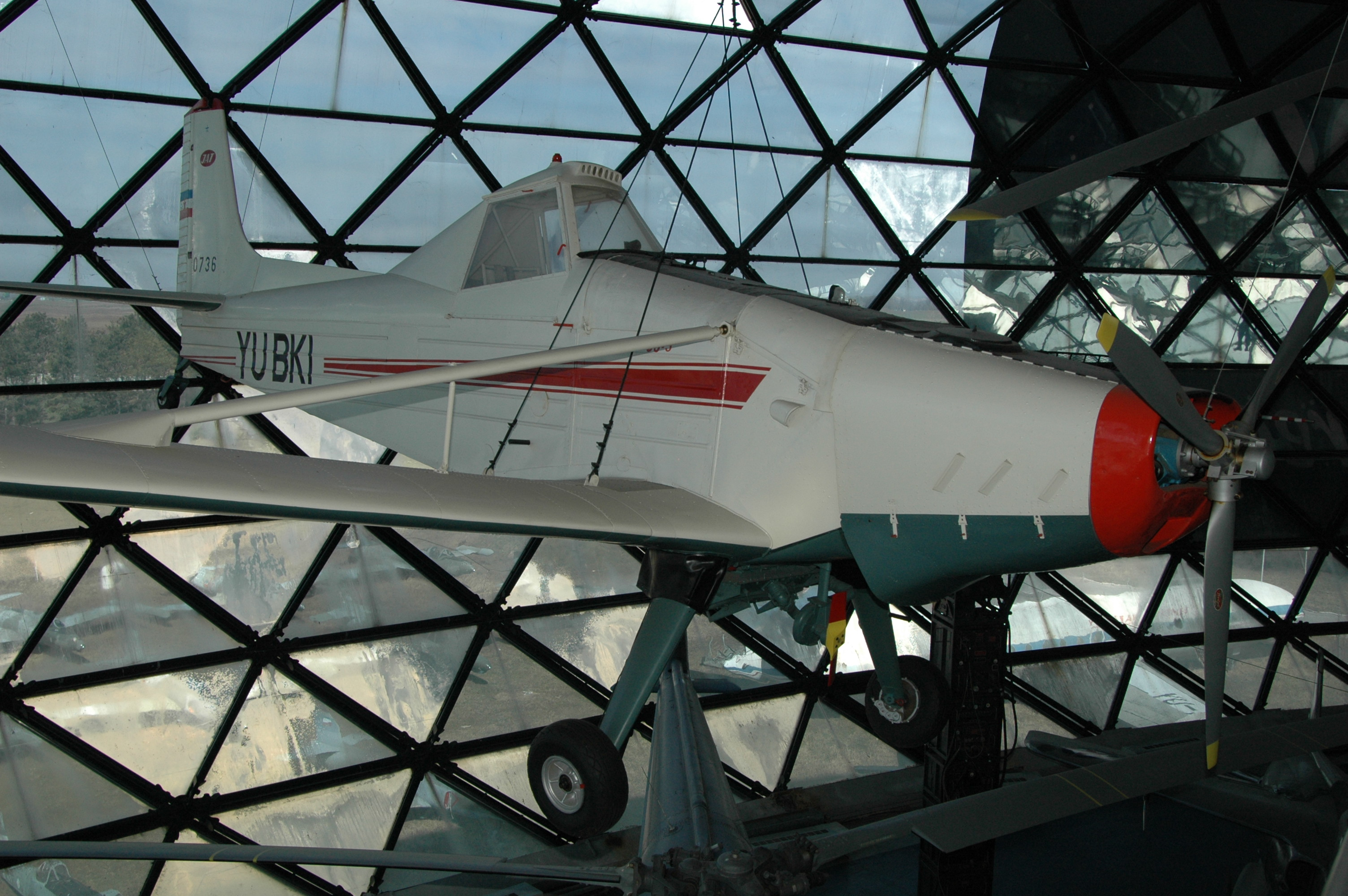
UTVA 65 im Luftfahrtmuseum Belgrad

Beim Beginn der Produktion konnte man unter drei Lycoming-Sechszylinder-Boxermotoren wählen:
- GO-480-B1A6 mit 200 kW (272 PS),
- GO-480-G1A6 mit 216 kW (294 PS) oder
- IGO-540-B1A mit 260 kW (354 PS).[3]

## Varianten
Utva-65 Privrednik-GOVariante mit einem Kolbenmotor Lycoming GO-480-G1A6 mit 220 kW (299 PS)
Utva-65 Privrednik-IOalternative Variante mit einem Lycoming IO-540-K1A5 mit 224 kW (305 PS)
Utva-65 Super Privrednik-3501973 entwickelte Variante mit einem Lycoming IO-540-A1C mit 261 kW (355 PS)
Utva-67eine überarbeitete Utva-65 mit größerem Rumpf und dadurch größerer Ladekapazität, flog erstmals 1967 und war mit einem Achtzylinder Lycoming IO-720-A1A mit 298 kW (405 PS) ausgestattet.

## Nutzung
- Algerien: 5
- Jugoslawien

## Technische Daten
| Kenngröße              | Daten                                        |
| ---------------------- | -------------------------------------------- |
| Besatzung              | 1                                            |
| Länge                  | 8,46 m                                       |
| Spannweite             | 12,22 m                                      |
| Höhe                   | 2,60 m                                       |
| Flügelfläche           | 19,4 m²                                      |
| Flügelstreckung        | 7,7                                          |
| Spurbreite             | 2,67 m                                       |
| Flächenbelastung       | 154 kg/m²                                    |
| Leermasse              | 700 kg                                       |
| max. Startmasse        | 1890 kg                                      |
| Reisegeschwindigkeit   | 192 km/h                                     |
| Höchstgeschwindigkeit  | 234 km/h                                     |
| Mindestgeschwindigkeit | 76 km/h                                      |
| Dienstgipfelhöhe       | 4800 m                                       |
| Reichweite             | 620 km                                       |
| Startrollstrecke       | 175 m                                        |
| Triebwerke             | 1 × Lycoming IGO-540-B1A mit 260 kW (354 PS) |